# Eupelmus axestops
Eupelmus axestops är en stekelart som beskrevs av Perkins 1910. Eupelmus axestops ingår i släktet Eupelmus och familjen hoppglanssteklar. Inga underarter finns listade i Catalogue of Life.